# Tiranni di Selinunte

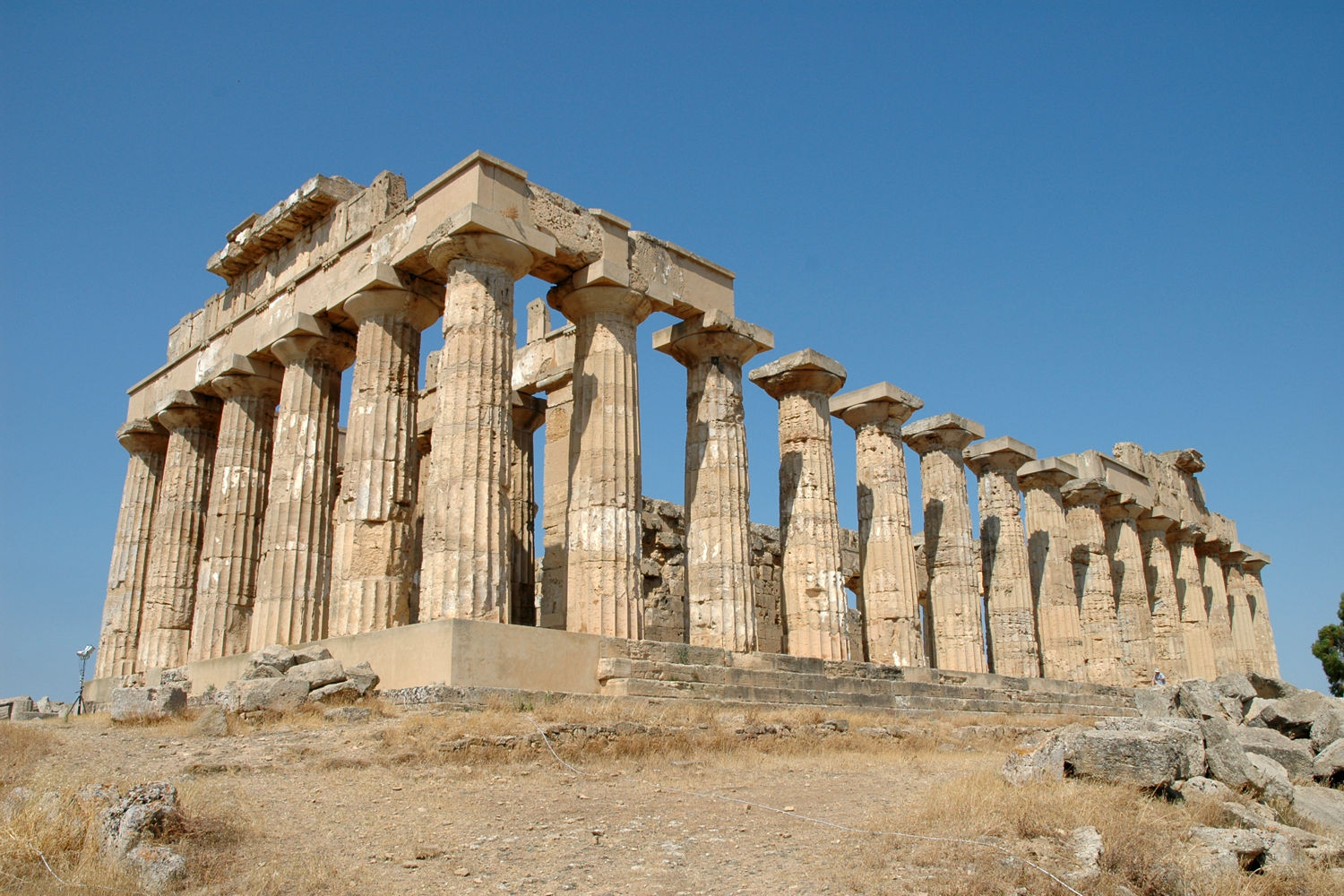
Il tempio di Era a Selinunte

Dei tiranni di Selinunte conosciamo unicamente tre nomi, le cui tirannidi possono essere datate tra il VI e il V secolo a.C..
- Terone
- Pitagora
- Eurileonte

Del primo si conoscono le vicende grazie a uno stratagemma riferito da Polieno, mentre degli ultimi due ne parla Erodoto, nel V libro delle sue Storie.

### Fonti primarie
- Erodoto, Storie
- Polieno, Stratagemmi

### Letteratura storiografica
- Lorenzo Braccesi, I tiranni di Sicilia, Roma-Bari, Editori Laterza, 1998, ISBN 88-420-5566-2.